# Jakusics György
Gróf orbovai Jakusics György, más írásmóddal Jakusith (Pruszka, Trencsén vármegye, 1609 – Eger, 1647. november 21.) magyar katolikus főpap, egyházi rangjaiból kifolyólag Veszprém, Heves és Külső-Szolnok vármegye örökös főispánja.

## Élete

### Ifjúsága
Apja Jakusics András, anyja Thurzó Judit (Thurzó György nádor leánya). Prágában tért át a katolikus hitre 16 éves korában. Megtérése előtt a körmöcbányai és a boroszlói evangélikus iskolákban tanult. 1630. október 2-án felvették a Collegium Germanicum Hungaricumba. Papnövendékként Rómába ment, ahol csak az erkölcsteológiát végezte el.

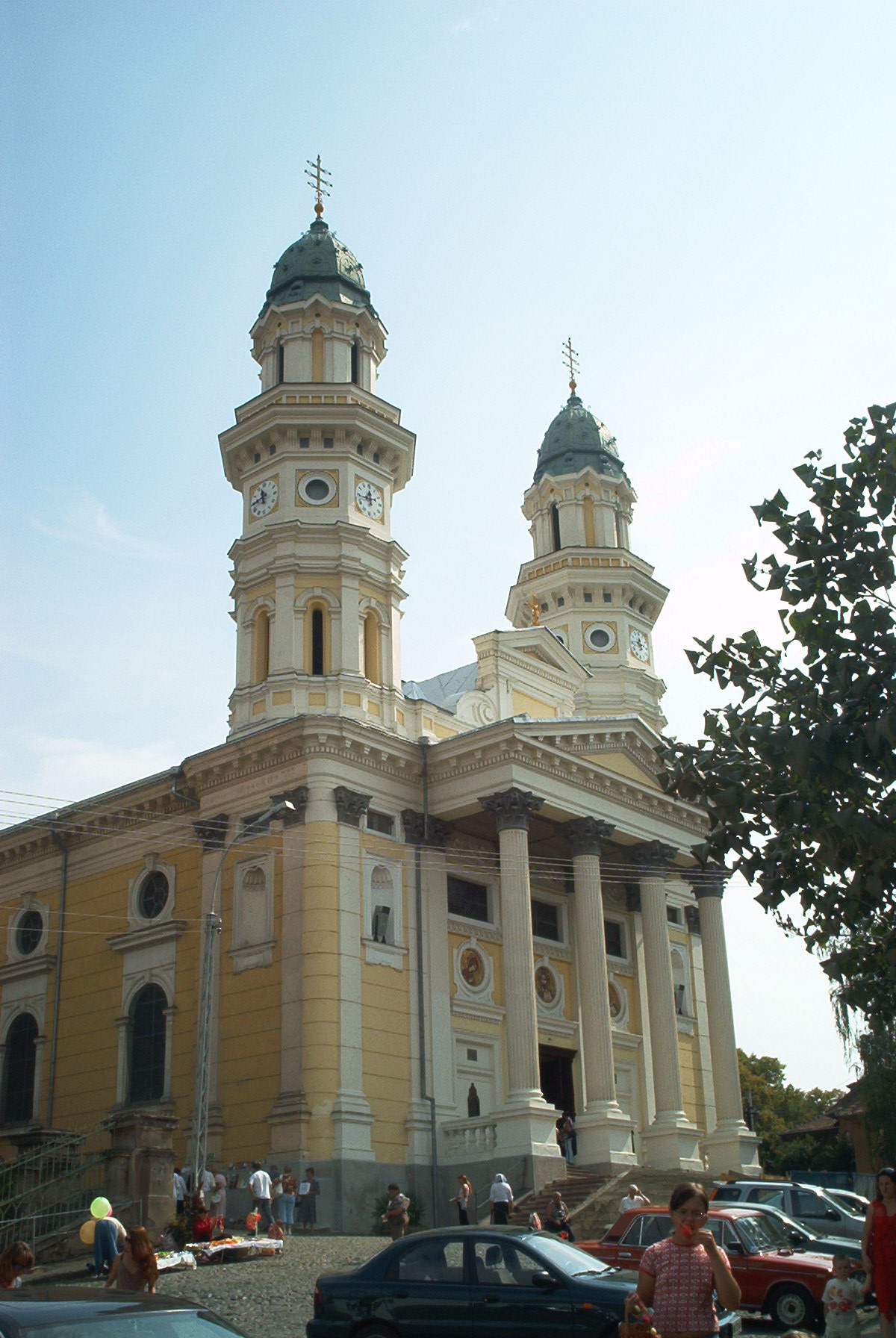
Az ungvári görögkatolikus székesegyház

### Egyházi pályán
Pázmány Péter bíboros 1632-ben szentelte pappá Rómában, akinek közbenjárására VIII. Orbán pápa kamarása lett és magánkápolna felállításához kapott engedélyt. Hazatérve Magyarországra esztergomi kanonokká és préposttá nevezték ki. 1633. október 4-étől óbudai prépost, 1634-től esztergomi érseki helynök. 1635-től szerémi választott püspök, október 20-ától pedig pozsonyi prépost; ekkor ajándékozta Vereb és Pázmánd birtokait a komáromi jezsuitáknak (1637. április 3.). 1637. január 7-én a pázmányi reform szellemében a pozsonyi főesperesség papjaival zsinatot tartott. III. Ferdinánd 1637. május 2-án veszprémi püspökké és örökös főispánná nevezte ki. 1638. február 14-én koronázta meg Pozsonyban III. Ferdinánd király feleségét, Mária Anna spanyol infánsnőtt (1606–1646) magyar királynévá. 1642. november 21-étől egri megyés püspök, s mint ilyen Heves és Külső-Szolnok vármegye örökös főispánja is lett, valamint királyi tanácsos. 1646. április 23-án az ungvári templomban előtte esküdött meg és tett katolikus hitvallást 63 görögkeleti pap.

### A diplomata
Ferdinánd több alkalommal diplomáciai küldetéssel bízta meg. Mint a határvizsgáló bizottság tagja tárgyalt Zsigmond lengyel királlyal a lublói vár ügyében; továbbá követi tisztet töltött be a szlavóniai és horvátországi rendeknél. 1638-ban részt vett nagyszombati zsinaton, ahol szorgalmazta az egyházmegye javadalmas apátjai és prépostjai helybenlakási kötelezettségének végrehajtását. 1639-ben a magyar püspöki kar megbízásából Rómába ment. Tárgyalásokat folytatott a hódoltsági területen lévő püspöki székek betöltésének főkegyúri kérdésében valamint sürgette püspöki kinevezésének pápai megerősítését is. A Propaganda Fidei kongregációtól pedig kapucinus misszionáriusokat és piaristákat kért, hogy a hívek lelkipásztori gondozását ellássák.  Ekkor ismerkedett meg a Rómában kutató Inchofer Menyhért jezsuitával, s megígérte neki, hogy egyháztörténeti munkájának kiadását támogatni fogja. A pápai megerősítést nem tudta elérni, mivel ekkor tájt folyt a vita a főkegyúri jogról a Szentszék és a király között. Megszerezte és Magyarországra hozta II. Szilveszter bullájának másolatát, mely a Szent Istvánnak adott kiváltságokat tartalmazza.

## Halála
38 éves korában halt meg Egerben 1647-ben. Saját kívánságára családi birtokán, Pruszkán temették el az általa 1647-ben építtetett és védőszentje tiszteletére avatott ferences templomban, melynek homlokzatára még életében e feliratot vésette: „Orate pro Georgio Jakusith Episcopo Vesprimiensi, qui mole peccatorum pressus hoc monasterium e fundamentis erexit Anno Domini MDCXLII.” (1642)

## Lásd még
- ungvári unió